# پورتو کلمبیا
پورتو کلمبیا (به اسپانیایی: Puerto Colombia) یک سکونتگاه مسکونی در کلمبیا است که در بخش آتلانتیکو واقع شده‌است.